# Estação Joséphine-Charlotte
Joséphine-Charlotte é uma estação da linha 1 (parte da antiga 1B) do Metro de Bruxelas.